# 大阪市場駅
大阪市場駅（おおさかしじょうえき）は、大阪府大阪市福島区野田一丁目にあった日本国有鉄道（国鉄）の貨物駅。野田駅から分岐していた大阪環状線の貨物支線の終点であった。

## 歴史
1923年（大正12年）11月に公布された中央卸売市場法に基づき、大阪市は市場整備に着手することになり、海陸運輸の便を考慮して安治川北岸のこの地が選定された。大阪市中央卸売市場本場は1931年（昭和6年）3月に整備を完了した。これに合わせて国有鉄道西成線野田駅から分岐して市場へ至る貨物線の計画が立てられ、1925年（大正14年）末から用地買収に着手した。しかし、用地に住友伸銅所の工場があって、工場用地が分断されることに難色を示したため土地買収は難航し、結局工場すべてを買収した上で線路を通し、後に線路に使用しなかった土地を売却することで解決することになった。1930年（昭和5年）8月に着工し、建設費782,576円を投じて軌道総延長4.8 kmの線路を整備し、1931年（昭和6年）11月8日に開通した。
当時、野田駅は地上駅で、その脇に小さな貨物ヤードが設けられて、そこから市場駅へ乗り入れる構造になっていた。1953年（昭和28年）にこの市場への路線の途中から分岐する形で、三菱製紙への専用線が敷設された。1961年（昭和36年）4月25日に、城東線・西成線の一部に新規建設区間を合わせて大阪環状線が形成され、これにより当駅も大阪環状線の貨物支線上の駅となった。しかしまだこのときは、西九条駅に南側から接続した新規建設線は高架線だったのに対して、昔からの西成線区間は地上を走っており、環状運転は実現していなかった。1959年（昭和34年）から西成線区間の高架化工事が始められ、1964年（昭和39年）3月22日に完成した。これに伴い、梅田貨物駅からの通称梅田貨物線は大阪環状線の西側に並行して独立した線路を有するようになり、野田駅ではこの線路から分岐して高架線からスロープで地上へ降りて、環状線の高架下をくぐって大阪市場駅へ到達するような構造となった。
市場内では特徴的な「て」の字形に線路が引かれていた。野田駅から来た貨車は直線の行き止まりの線路に入り、そこで折り返して円形の線路側に入って荷役をする構造になっていた。円形部分の内側に卸売場があり、そこに直結する荷卸用のホームがあった。駅の規模は大きく、1日に150両の貨車を扱うことができたという。
輸送する貨物は各地から市場に到着する水産物・青果物がほとんどで、このために大阪市場駅は到着貨物が圧倒的に多く、発送貨物は一部の食料品を地方市場に転送するときや、空き箱の返却など、ごく限られたものに留まっていた。1970年（昭和45年）には1日10本の貨物列車が到着していた。吹田操車場で別の列車から継走されるものが多かったが、青森操車場発の鮮魚輸送列車「とうりん」、長崎駅発の「ぎんりん」なども運行されていた。
1931年（昭和6年）の本場の開場の同日に開業した大阪市場駅であったが、トラックの普及や高速道路網の整備などのため取扱量が減少、1984年（昭和59年）1月限りで独立した駅としては廃止され、野田駅の構内側線扱いとなった。翌1985年（昭和60年）3月まで構内側線扱いでの使用が行われたが、これも廃止となった。市場の改修が行われたためホームなどは残っておらず、駅へ至る廃線跡の一部が遊歩道（野田緑道）として残っているのみである。

### 年表

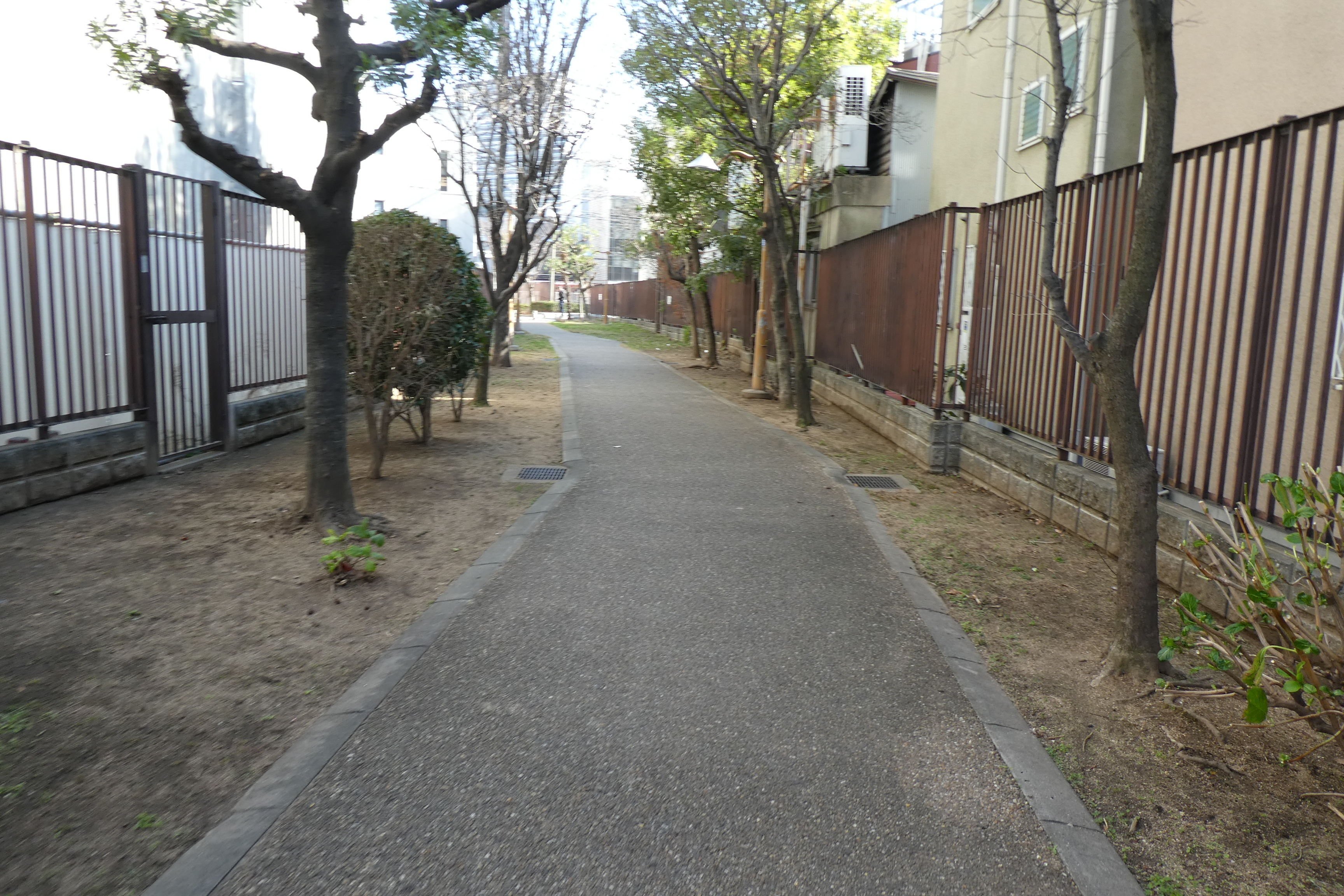
現在は線路跡の大部分が遊歩道に転用されている（2020年1月）

- 1931年（昭和6年）11月8日：国有鉄道西成線の貨物駅として開業、野田駅からの営業キロは1.3 km[1]。
- 1961年（昭和36年）4月25日：所属線区を西成線から大阪環状線に変更[4]。
- 1965年（昭和40年）3月18日：野田駅との営業キロが変更され、1.3 kmから1.5 kmになる[1]。
- 1974年（昭和49年）10月1日：小荷物の取扱を開始[1]（一般駅となる）。
- 1982年（昭和57年）11月15日：小荷物の取扱を廃止[1]（貨物駅に戻る）。
- 1984年（昭和59年）2月1日：独立した駅としては廃止となり、野田駅の構内側線扱いになる[1]。
- 1985年（昭和60年）3月15日：野田駅側線扱いでの利用も停止[1]。

## 隣の駅
日本国有鉄道
大阪環状線 貨物支線
野田駅 - 大阪市場駅